# Симансон, Давид Петрович
Давид Симансон (Давидс Симансонс) (латыш. Dāvids Sīmansons, 4 апреля 1859 года, Лифляндская губерния, Российская империя — 13 января 1933 года, Рига, Латвия) — первый главнокомандующий латвийской армией, генерал латвийской армии и генерал-майор русской армии. Кавалер военного ордена Лачплесиса. Бывший военный министр Латвии.

## Биография
Родился 4 апреля 1859 года в Вольмарском уезде в семье сельскохозяйственных работников. Окончил Лимбажскую уездную школу. В 1880 году начинает свою военную карьеру, добровольно поступив в 115-й пехотный Вяземский полк русской армии. Затем оканчивает Рижское пехотное юнкерское училище. В 1894 году окончил Академию Генерального штаба. Затем командовал полком. Участвовал в русско-японской войне, где в бою был контужен. В 1910 году был повышен до полковника. В 1912 году назначен командиром 66-й пехотного Бутырского полка. Затем участвовал в Первой мировой войне. В 1915 году получил чин генерал-майора. Был назначен командиром 2-й бригады 17-й пехотной дивизии. В 1917 году ушёл на пенсию.
Участвовал в Освободительном войне Латвии и в 1919 году назначен первым главнокомандующим латвийской армией. Был военным министром Латвии. После продолжительной болезни умер в 1933 году. Похоронен на Братском кладбище в Риге.

## Награды
- Военный орден Лачплесиса (3 ст.)
- Крест Заслуг айзсаргов
- Георгиевское оружие
- Орден Святого Владимира (3 и 4 ст.)
- Орден Святой Анны (2 ст.)
- Орден Святого Станислава (1 и 3 ст.)